# Nippon (film)
Pour plus de détails, voir Fiche technique et Distribution.
Nippon est un film germano-japonais en trois parties, réalisé par Carl Koch à partir de trois films muets japonais qu'il a sonorisé. Le film sorti en 1932 est présenté comme le premier film parlant japonais projeté en Europe.

## Présentation
À partir de trois films muets japonais : Tenpyō jidai: Kaitō Samimaro (天平時代 怪盗沙弥麿) d'Eiichi Koishi (ja) (1928), Kagaribi (篝火) de Tetsuroku Hoshi (1928) et Daitokai: Rōdō-hen (大都会 労働篇) de Kiyohiko Ushihara (1929), chacun se déroulant à une époque différente, Carl Koch monte et sonorise Nippon en ajoutant de la musique et des dialogues en japonais accompagnés de sous-titres en allemand. Nippon est un film culturel sur le Japon destiné à mieux faire connaître la culture japonaise au public européen. 

## Synopsis

### Japan vor 1000 Jahren (Le Japon il y a 1000 ans)
Un jeune samouraï sauve sa bien-aimée des griffes d'un prêtre corrompu.

### Japan in der Ritterzeit (Le Japon à l'ère des chevaliers)
Un jeune vassal trahi par son seigneur et sa bien-aimée se lance dans une vengeance sanglante et en vient à tuer son ancienne amante.

### Japan von heute (Le Japon aujourd'hui)
Un jeune homme voit son innovation technique volée par un ingénieur ferroviaire entraînant une lutte des classes.

## Fiche technique
- Titre : Nippon
- Autre titre français : Nippon : Le Japon peint par lui-même. Trois images de la vie du Japon
- Titre allemand : Nippon: Liebe und Leidenschaft in Japan
- Réalisation : Carl Koch
- Musique : Hans Bullerian (de)
- Chant : Hatsue Yuasa (en)
- Montage : Carl Koch
- Producteur : Georg Eduard von Stietencron
- Société de production : Towa Films (東和商事, Tōwa Shōji?)
- Société de distribution : Léo Films (France)
- Pays de production :  Japon,  Allemagne
- Langue originale : japonais
- Sous-titrage français : Claude Farrère[5]
- Format : noir et blanc — 1,33:1 — 35 mm
- Genre : drame
- Durée : 62 minutes[2]
- Dates de sortie :
  - Allemagne : 1er mai 1932 (première à Berlin)
  - France : 18 novembre 1932 (première française au Cinéma des Folies-Dramatiques à Paris)

## Distribution

### Séquence d’ouverture
- Hatsue Yuasa (en) : la femme qui chante accompagnée de son shamisen[2]

### Japan vor 1000 Jahren (Le Japon il y a 1000 ans)
D'après Tenpyō jidai: Kaitō Samimaro (天平時代 怪盗沙弥麿) d'Eiichi Koishi (ja) (1928)
- Chōjirō Hayashi : Samimaro
- Akiko Chihaya
- Sōroku Kazama
- Tetsu Tsuboi

### Japan in der Ritterzeit (Le Japon à l'ère des chevaliers)
D'après Kagaribi (篝火) de Tetsuroku Hoshi (1928)
- Chōjirō Hayashi : Kunitari
- Sumako Uranami
- Yukiko Ogawa
- Tetsu Tsuboi
- Misao Seki (ja)

### Japan von heute (Le Japon aujourd'hui)
D'après Daitokai: Rōdō-hen (大都会 労働篇) de Kiyohiko Ushihara (1929)
- Denmei Suzuki
- Kinuyo Tanaka
- Hideo Fujino
- Jun Arai (ja)
- Shōichi Nodera (ja)
- Dekao Yokoo

## Production
En 1928, Nagamasa Kawakita fonde à Tokyo la société Towa Films (東和商事, Tōwa Shōji) — aujourd'hui Toho-Towa — une compagnie d'importation de films européens au Japon. Cette société a aussi permis la projection de quelques films japonais en Europe, comme Yamato, le bûcheron (1928), afin de mieux faire connaître la culture japonaise au public. Mais avec le passage au parlant qui se généralise, ces films muets sont devenus obsolètes, sans parler du manque d'intérêt européen pour les longs métrages japonais, qui tendaient à dépeindre la culture japonaise de manière mélodramatique.
Sur commande de la société Towa Films de Nagamasa Kawakita, Carl Koch, connu pour être un proche collaborateur de sa femme, la spécialiste de l'animation Lotte Reiniger, et pour avoir été assistant réalisateur de Jean Renoir, est chargé en 1931 de monter trois films muet japonais en un film culturel sur le Japon,. La production du film est attribuée au baron Georg Eduard von Stietencron, tandis que Koch est mentionné comme le monteur et réalisateur allemand. Koch sonorise le film et réalise le doublage avec des expatriés japonais vivant à Berlin. L'anthologie est organisée comme un panorama historique, de l'époque de Nara aux années 1920 en passant par l'ère Tokugawa,.

### Vidéographie
- (en) Wayne Arnold, « Wayne Arnold, "Nippon (1932): The Journey of Japan's First Talking Film" », sur youtube.com, 11 avril 2024 (consulté le 16 août 2025)